# Frank Clark (football)
Pour les articles homonymes, voir Frank Clark (homonymie) et Clark.
Frank Clark (né le 9 septembre 1943) est un footballeur et entraîneur anglais, ainsi que l'ancien président de Nottingham Forest. Clark joue plus de 400 matchs pour Newcastle United avant de signer à Nottingham Forest où il remporte la Coupe des clubs champions européens.
Après avoir pris sa retraite en tant que joueur, il prend les commandes de Leyton Orient pendant neuf ans (suivi de deux ans en tant que directeur général) avant de retourner à Nottingham Forest en tant qu'entraîneur entre 1993 et 1996. Il prend ensuite la direction de Manchester City afin d'entraîner le club pendant un peu plus d'un an.

## Biographie

### Carrière de joueur
Il commence sa carrière à Crook Town, à 18 ans.
Il joue la plus grande partie de sa carrière à Newcastle United, disputant un total de 464 matchs entre 1962 et 1975.
Il rejoint par la suite Nottingham Forest, les aidant à monter en Premier Division en 1977 avant de jouer deux ans plus tard la finale de la Coupe d'Europe 1979, battant Malmö FF 1 à 0.

### Carrière d'entraîneur
Après avoir pris sa retraite il devient entraîneur-adjoint à Sunderland de 1979 à 1982 avant de devenir entraîneur puis directeur général de Leyton Orient. En 1993, il est nommé entraîneur de Nottingham Forest en remplacement de Brian Clough. D'après certaines sources, Clough aurait choisi lui-même Clark pour le succéder, mais le nom de Clark fut soumis à la direction bien avant sa retraite, et au moment de se retirer Clough aurait eu une préférence pour Ron Fenton.
Forest vient tout juste d'être relégué en Division One lorsque Clark prend le contrôle du club, mais il réussit à les ramener en Premier League en arrivant deuxième dès sa première saison. Le club fait un retour impressionnant en première division, réussissant à atteindre la troisième position et à se qualifier pour la coupe d'Europe.
Il est nommé entraîneur du mois en septembre 1974 alors que le début de saison de Forest les place au cœur d'une bataille pour le titre. Les espoirs sont grands que Clark puisse parvenir à gagner le titre de champion juste une saison après avoir été promu, comme l'avait fait son prédécesseur 17 ans plus tôt. Forest atteint les quarts de finale de la Coupe d'Europe en 1996.
En décembre 1996, Nottingham Forest peinant en championnat, Clark exprime avoir des inquiétudes avec la crise que subit la direction du club, avec des potentiels acheteurs intéressés par l'acquisition de l'équipe. Son succès avec Nottingham l'envoie vers le poste de sélectionneur de l'équipe d'Angleterre, mais cela ne se concrétisera jamais. Il quitte son poste en décembre avant de rejoindre Manchester City,.

### Directeur de Nottingham Forest
Clark est nommé directeur de Nottingham Forest afin de succéder à Nigel Douglas le 11 octobre 2011.